# Мортье, Жерар
Барон Жера́р Альфо́нс Огю́ст Мортье́ (нидерл. Gerard Alfons August Mortier; 25 ноября 1943, Гент — 8 марта 2014[…], Брюссель) — бельгийский оперный режиссёр и администратор, художественный руководитель ряда оперных театров, директор Зальцбургского фестиваля (1990—2001), Парижской национальной оперы (2004—2009). Имел репутацию реформатора, сокрушающего оперные устои и традиции, радикально изменившего лицо современного оперного театра.

## Биография
Фламандец по национальности, родился в 1943 году в Генте, в семье булочника. Окончил школу иезуитов, в Гентском университете получил профессии правоведа и журналиста. Изучал связи с общественностью в США. В 70-е годы работал в оперных театрах Дюссельдорфа, Гамбурга, Франкфурта с Кристофом фон Донаньи и в Парижской опере с Рольфом Либерманом.
С 1981 года в течение десяти лет руководил бельгийским Королевским оперным театром «Ла Монне», в этот период с театром работали знаменитые постановщики Люк Бонди, Патрис Шеро, Герберт Вернике, в репертуаре театра появились произведения Яначека, Адамса, Кавалли. С 1991 по 2001 год был интендантом Зальцбургского фестиваля, а в 2002 основал Рурскую триеннале и возглавлял этот фестиваль до 2004 года.
Был директором Парижской национальной оперы в период с 2004 по 2009 год. Сообщалось о приглашении Мортье в Нью-Йорк Сити Опера, но контракт не состоялся из-за недостаточного финансирования деятельности театра. С 2010 Мортье возглавил Королевский оперный театр «Реал» в Мадриде, в котором занял должности главного режиссёра и музыкального руководителя. Контракт с театром «Реал» был заключён до 2016 года, но в сентябре 2013 года стало известно, что Мортье тяжело болен и находится в онкологической клинике. Мортье подготовил список из шестерых преемников, однако новый интендант был назначен по предложению властей. Мортье разорвал контракт и покинул театр, однако впоследствии был приглашён вновь, теперь уже на должность консультанта.
Был председателем Дягилевского фестиваля в Перми в 2012—2013 годах, а в 2014 году был посмертно награждён премией фестиваля «за огромный вклад в искусство и выдающуюся роль в развитии музыкального театра». Денежная часть премии направлена на перевод и издание в России книги Мортье «Драматургия страсти».
Умер в Брюсселе в 70-летнем возрасте от рака поджелудочной железы.

## Зальцбургский фестиваль
Возглавил Зальцбургский фестиваль в 1991 году, сменив на этом посту умершего Герберта фон Караяна. Эпоха Мортье ознаменовалась включением в программу фестиваля редко исполняемых произведений, опер композиторов двадцатого века. Вслед за пятичасовой оперой Мессиана «Святой Франциск Ассизский» в постановке Питера Селларса и Георгия Цыпина последовали Монтеверди, Рамо, Стравинский, Шостакович, Берг, Яначек. Инновационные постановки Моцарта на зальцбургской сцене вызвали недовольство австрийцев, назвавших их «модернистским мусором», праворадикальная Партия свободы заявила, что Зальцбург теперь «не представляет культуру австрийцев». В знак протеста Мортье покинул пост директора фестиваля в 2001 году.

## Награды
- За заслуги перед отечеством пожалован баронским титулом (30 мая 2007)[6].
- Командор Ордена «За заслуги перед Федеративной Республикой Германия» (1991)
- Командор Орден Искусств и литературы Франции
- Командор Ордена Короны (Бельгия) (1991)
- Великий офицер ордена Леопольда I (2005)[11]
- Кавалер Ордена Почётного легиона (1 января 2005)
- Премия года Фламандского сообщества в культуре (2005)
- Золотая медаль Центра изящных искусств (исп. Círculo de Bellas Artes (CBA)) в Мадриде (2009)[12]
- Золотая медаль Министерства образования, культуры и спорта Испании за достижения в области изящных искусств (2013)[13]
- Член Берлинской академии искусств с 2001 года[14]
- Почётный доктор Антверпенского и Зальцбургского университетов.

Посмертные награды
- В 2014 году журнал Opernwelt и международный конкурс Ring Award учредили премию Жерара Мортье, которая будет вручаться один раз в два года. Первым лауреатом этой премии стал сам Жерар Мортье. Решение о награждении было принято еще при жизни Мортье, почётная церемония награждения была назначена на 31 мая 2014 года. Премия была вручена посмертно[15].
- Премия Дягилевского фестиваля (2014).
- Медаль Гёте (2014)[16].